# A. Victor Donahey

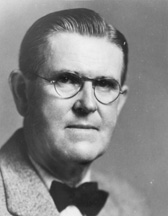
A. Victor Donahey

Alvin Victor Donahey (* 7. Juli 1873 im Tuscarawas County, Ohio; † 8. April 1946 in Columbus, Ohio) war ein US-amerikanischer Politiker (Demokratische Partei) und von 1923 bis 1929 der 50. Gouverneur von Ohio. Diesen Bundesstaat vertrat er außerdem im US-Senat.

## Frühe Jahre und politischer Aufstieg
Donahey besuchte die öffentlichen Schulen seiner Heimat. Er brach dann die High School ab, um das Druckerhandwerk zu erlernen. Im Alter von 20 Jahren erwarb er eine eigene Druckerei, in der er dann eine ebenfalls von ihm erworbene lokale Zeitung druckte. Zwischen 1898 und 1903 war Donahey bei der Verwaltung des Goshen Township angestellt. Von 1905 bis 1909 fungierte er als Revisor (Auditor) im Tuscarawas County. Bis 1911 war er auch im Schulrat der Stadt New Philadelphia. Im Jahr 1912 war er Delegierter auf einer Konferenz, die die Verfassung von Ohio überarbeitete. Zwischen 1912 und 1921 war er State Auditor von Ohio. 1920 bewarb er sich erfolglos für das Amt des Gouverneurs. Im Jahr 1922 wurde er dann aber doch als Kandidat seiner Partei zum neuen Regierungschef gewählt, wobei er sich mit 50,6 Prozent der Stimmen gegen den Republikaner Carmi Thompson durchsetzte.

## Gouverneur von Ohio
Victor Donahey trat sein neues Amt am 8. Januar 1923 an. Nach zwei Wiederwahlen in den Jahren 1924 und 1926 konnte er es bis zum 14. Januar 1929 ausüben. Er ging unter dem Namen „Veto Vic“ in die Geschichte Ohios ein. Allein in seiner ersten Amtszeit legte er gegen 26 Gesetzesvorlagen ein Veto ein. Grundsätzlich hat er jedes Gesetz, das eine Steuererhöhung bedeutet hätte, mit seinem Veto blockiert. Donahey begnadigte über 2000 Personen, die wegen eines Verstoßes gegen das Prohibitionsgesetz verurteilt worden waren. Die 1920er Jahre sahen einen deutlichen wirtschaftlichen Aufschwung, von dem auch Ohio profitierte. Allerdings war es auch die Zeit der größten Machtentfaltung des Ku-Klux-Klans.

## Weiterer Lebenslauf
Nach dem Ende seiner Gouverneurszeit wurde Donahey Präsident einer Versicherungsgesellschaft. Zwischen 1935 und 1941 vertrat er seinen Staat als Senator im Kongress; auf eine erneute Nominierung verzichtete er. Danach ging er wieder seinen privaten Geschäften nach. Victor Donahey starb im April 1946. Er war mit Mary Edith Harvey verheiratet, mit der er zwölf Kinder hatte. Darunter war auch der Sohn John der später Vizegouverneur von Ohio werden sollte.